# Lalden
Lalden is een gemeente en plaats in het Zwitserse kanton Wallis, en maakt deel uit van het district Visp.
Lalden telt 671 inwoners.